# Inés Alberdi
Inés Alberdi Alonso (Sevilla, 11 de febrero de 1948) es una socióloga y catedrática de universidad española. Fue la última Directora Ejecutiva del Fondo de las Naciones Unidas para las Mujeres (UNIFEM) antes de su fusión en ONU Mujeres.
Ejerció el cargo de Directora Ejecutiva de UNIFEM desde abril de 2008 a finales de 2010. Fue seleccionada entre más de un centenar de candidatas procedentes de todos los continentes en un proceso de selección que duró más de seis meses y que incluyó una entrevista con el propio Secretario General de las Naciones Unidas Ban Ki-moon. Su nombramiento fue realizado por el administrador del PNUD, Kemal Dervis.
Con su nombramiento, Inés Alberdi se convirtió en la cuarta Directora Ejecutiva de UNIFEM, sucediendo en el cargo a Noeleen Heyzer de Singapur (1994-2007), Sharon Capeling-Alakija de Canadá (1989-1994) y a Margaret Snyder de los Estados Unidos (1978-1989).
Fue galardonada con el Premio Nacional de Sociología y Ciencia Política 2019 por sus más de cuarenta años de trayectoria profesional.

## Biografía
Alberdi se licenció en Ciencias Políticas y Económicas por la Universidad Complutense de Madrid en 1971. Posteriormente, en el año 1978, se doctoró cum laude en esta misma universidad en Ciencias Políticas y Sociología.

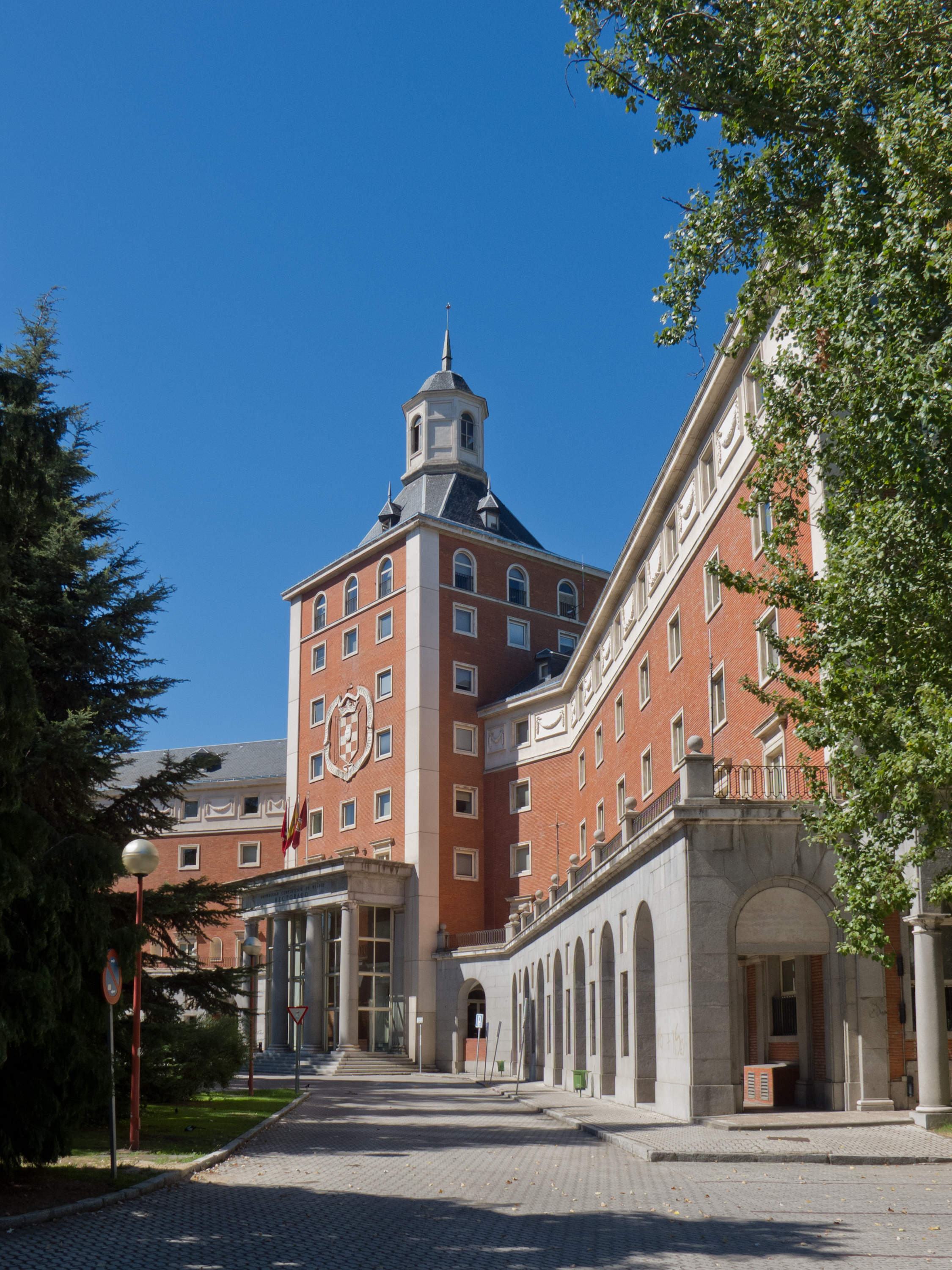
Universidad Complutense de Madrid, donde fue catedrática Inés Alberdi.

Ya en el mismo año de su graduación (1971), fue nombrada profesora ayudante en el Departamento de Sociología de la Facultad de Ciencias Económicas y Empresariales de la Universidad Complutense de Madrid, cargo que ejerció hasta el 1975, año en que fue nombrada Profesora encargada en esta misma facultad.
Posteriormente, después de un breve período como profesora adjunta en el Departamento de Estructura Social de la Facultad de Ciencias Políticas y Sociología en la Universidad Complutense, fue Visiting Scholar (profesora invitada) en el Departamento de Sociología de la Universidad de Georgetown en Estados Unidos (1978-1980).
De vuelta a España, ejerció como profesora Adjunta de Sociología en la Facultad de Ciencias Políticas y Sociales de la Universidad Complutense de Madrid (1980-1984) y, posteriormente, accedió al puesto de Profesora Titular de Sociología en esta misma facultad (1984-1991). Durante este tiempo también pasó un año en Estados Unidos como Associate Researcher (Investigadora Asociada) en el Departamento de Estudios de la Mujer y Políticas Públicas de la Universidad George Washington (1988-1989).
En 1991, Alberdi obtuvo la plaza de catedrática de Sociología en la Facultad de Ciencias Políticas y Sociología de la Universidad de Zaragoza, que ejerció hasta el año 1993 cuando se obtuvo la Cátedra de Sociología en la Facultad de Ciencias Políticas y Sociología de la Universidad Complutense de Madrid, en donde impartió cursos de Sociología Política y de Sociología de las Relaciones de Género. 

### Derechos de las mujeres
Ha colaborado con los grupos de feministas dedicados a cambiar la situación social de España y para lograr la igualdad de derechos para las mujeres. En los años sesenta fue parte de los grupos universitarios que comenzaron a reunirse para discutir su situación como mujeres, y en los años sesenta, del llamado movimiento de liberación de las mujeres, que propusieron lograr cambios legales, civiles, laborales y delictivos, que había ampliado los derechos de las mujeres y los combinaban de los hombres. En los años ochenta colaboró en el Instituto de la Mujer y la Comisión de Igualdad de la Comunidad Europea que promovió múltiples cambios con la igualdad respectiva de las oportunidades de las mujeres, especialmente en el campo laboral. Y en los años noventa ha realizado investigaciones sobre las relaciones dentro de la familia, las nuevas aspiraciones de las mujeres jóvenes y los cambios en la maternidad y la paternidad. Al comenzar este siglo, fue diputado en la Asamblea de Madrid y, y trabajó preferiblemente en las comisiones de mujeres y asuntos sociales y familiares. En 2008, se trasladó a Nueva York, donde durante tres años trabajó para mejorar las condiciones sociales y políticas de las mujeres en todo el mundo, como directora ejecutiva del Fondo de Desarrollo de la ONUDI de las Naciones Unidas. A partir de 2011, regresó a España y se incorporó a la Universidad Complutense de Madrid, brindando cursos de sociología del género y sociología de la atención. Desde 2018, es profesora honorífica y se dedica principalmente a tutorizar trabajos de fin de grado.
En 1980 fue nombrada asesora del Ministro de Justicia para la preparación y elaboración del a Reforma del Código Civil sobre Familia y Divorcio. Más tarde, de 1984 a 1988 fue evaluadora para la Comisión Asesora de Investigación Científica y Técnica del Ministerio de Educación y Ciencia, trabajo que compaginó durante este mismo período con el de miembro del Consejo Asesor de la Revista Cuadernos de Ciencia Política y Sociología. También ha sido asesora para la Comisión Nacional Evaluadora de Proyectos de Investigación Científica y Técnica para el Ministerio de Educación y Ciencia en diferentes ocasiones desde 1990. 
Durante los años 1992 y 1993 fue directora del Departamento de Investigación del Centro de Investigaciones Sociológicas y más tarde, del año 1992 a 1994 fue Directora del Informe de la familia para el Ministerio de Asuntos Sociales. 
Alberdi fue directora del curso de postgrado Género y Desarrollo (1994-1995) y Directora del Máster Estudios de la Mujer y Políticas de Igualdad de Oportunidades impartido en el Colegio de Doctores y Licenciados en Ciencias Políticas y Sociología. 
Investigó y publicó libros sobre la familia, el divorcio y la igualdad entre mujeres y hombres dentro del matrimonio. Estudió la violencia contra las mujeres, las aspiraciones de las mujeres jóvenes y la importancia de la paternidad.
Desde el año 2007, es miembro del Patronato de la Fundación Ortega y Gasset. También es Miembro del Consejo Asesor del Centro de Investigaciones Sociológicas (desde el 2004).

### Trayectoria internacional
En Europa, de 1998 al 2000 fue la experta elegida por España para representar a este país en la RED Familia y Trabajo de la Dirección V de la Unión Europea. También entre los años 1993 a 1996 fue asesora para España en el Grupo de Coordinación de Acciones Positivas de la Unidad de Igualdad de Oportunidades de las Comunidades Europeas. Anteriormente, entre los años 1986 y 1988 fue la representante de España en el Grupo de Expertos en Educación y Empleo dentro del Programa de Igualdad de Oportunidades de las Comunidades Europeas. 
Dentro del sistema de las Naciones Unidas, Alberdi fue Senior Adviser, Women in Development (asesora sénior en cuestiones de mujeres y desarrollo) en el Banco Interamericano de Desarrollo (1989-1990). También fue miembro del Consejo de Dirección del Instituto Internacional para el Avance y la Capacitación de las Mujeres (INSTRAW) (1986-1989). 
También desde el año 1999 es miembro del Consejo del European Studies of Population, publicación de la European Association for Population Studies.
Desde abril de 2008 a 2010 fue Directora Ejecutiva de UNIFEM. En 2016 publicó Cartas a Alicia (EILA Editores) un libro que relata sus experiencias personales, alternando sus relaciones familiares, su vida cotidiana y el desarrollo de su trabajo en esos años, a través de cartas electrónicas dirigidas a su hija.

### Trayectoria política
Entre 2003 y 2007, en las legislaturas VI y VII de la Asamblea de Madrid, Alberdi fue diputada en dicha cámara autonómica.

## Vida personal
Inés Alberdi es hermana de la exministra de Asuntos Sociales Cristina Alberdi y esposa del exgobernador del Banco de España, Miguel Ángel Fernández Ordóñez. Tiene dos hijos.

## Publicaciones
Inés Alberdi ha publicado libros relacionados con la Sociología, las relaciones de género y la situación de la mujer. Entre sus obras se encuentran:
- 1977 ¿El fin de la familia? (Debate Abierto, Barcelona)
- 2000 Las mujeres jóvenes en España (Ediciones La Caixa, Barcelona)
- 2005 Violencia: Tolerancia cero (en colaboración con Luis Rojas Marcos, Obra Social de la Fundación la Caixa, Barcelona 2005)
- 2007 Los hombres jóvenes y la paternidad (Fundación BBVA, Madrid)
- 2013 Vida de Emilia Pardo Bazán. EILA Editores
- 2016 Cartas a Alicia. EILA Editores

## Premios y reconocimientos
El 4 de diciembre de 2019 fue galardonada con el Premio Nacional de Sociología y Ciencia Política 2019 por sus más de cuarenta años de trayectoria profesional.